# 寺田祥
寺田 祥（てらだ しょう、1978年9月20日 - ）は、山口県出身の競艇選手。登録番号3942。

## 来歴
- 1997年11月19日、徳山競艇場｢光市営開設31周年記念競走｣でデビュー。11月24日(6日目)初勝利。
- 1999年7月18日、桐生競艇場｢第2回東京スポーツ杯争奪レース｣で初優勝。
- 2002年12月13日、大村競艇場｢MB大賞｣でG1初優出。
- 2005年2月16日、徳山競艇場｢第48回中国地区選手権競走｣でG1初優勝。
- 2007年10月8日、平和島競艇場｢第54回全日本選手権｣でSG初優出。
- 2011年7月28日、徳山競艇場｢G1徳山クラウン争奪戦　開設58周年記念競走｣第6レースで通算1,000勝達成。
- そして2017年8月27日、若松競艇場において開催された「第63回MB記念」において、悲願のSG初優勝を果たす。

## 選手特徴
スタート事故を起こさないことをモットーにしており、フライングが非常に少ない。この特徴は競争スタイルにも表れており、スタート速攻よりも道中での追い上げを得意とする。
2003年2月のフライングのあと、2014年10月14日の徳山優勝戦で選手責任による出遅れになるまで2,910走スタート事故ゼロを記録、2015年3月に一般財団法人BOAT RACE振興会から特別表彰を受けた。
2018年8月27日、ボートレースまるがめの第64回ボートレースメモリアル最終日一般戦で、実に15年ぶりとなるフライングを切った。

## SG・G1・G2優勝歴

### SG
- 第63回モーターボート記念競走（2017年8月27日・若松競艇場）
- 第66回モーターボート記念競走（2020年8月30日・下関競艇場）

### G1
- 第48回中国地区選手権競走（2005年2月16日・徳山競艇場）
- 鳴門モーターボート大賞競走（2007年12月13日・鳴門競艇場）
- 開設56周年記念　競帝王決定戦（2010年9月20日・下関競艇場）
- 開設59周年記念　競帝王決定戦（2014年3月3日・下関競艇場）
- 児島キングカップ開設65周年記念競走（2017年11月7日・児島競艇場）
- PG1ボートレースバトルチャンピオントーナメント競走　(2020年12月6日・若松競艇場)
- 読売新聞社杯 全日本王座決定戦 開設70周年記念(2023年3月5日・芦屋競艇場)